# Iso natalensis
Iso natalensis is een straalvinnige vissensoort uit de familie van vleugelaarvissen (Notocheiridae). De wetenschappelijke naam van de soort is voor het eerst geldig gepubliceerd in 1919 door Regan.